# Wymbritseradiel
Wymbritseradiel est une ancienne commune néerlandaise de la province de la Frise. 

## Histoire
En 1984, Wymbritseradiel a absorbé la commune d'IJlst. En 1986, le nom officiel frison a été adopté, aux dépens du nom néerlandais de Wymbritseradeel.
La commune a existé jusqu'au 1er janvier 2011. À cette date, la commune a été regroupée avec les communes de Bolsward, Nijefurd, Sneek et Wûnseradiel pour former la nouvelle commune de Súdwest Fryslân.